# Wolodymyr Baklan
Wolodymyr Olehowytsch Baklan (ukrainisch Володимир Олегович Баклан; Schreibweise beim Weltschachbund FIDE Vladimir Baklan; * 25. Februar 1978 in Kiew) ist ein ukrainischer Schachspieler. Seit 1998 trägt er den Titel Schachgroßmeister.

## Leben
Das Schachspielen brachte ihm sein Vater bei, als Wolodymyr Baklan sieben Jahre alt war. Sein erster Schachtrainer war der Meisterkandidat A. V. Goldberg, später wurde er auch von Alexei Kosikow trainiert, in einer Schachgruppe an der Kiewer Schachschule Avangard mit unter anderem Spartak Wysotschyn, Olena Hess, Alexey Kislinsky und Witali Malykin. Baklan absolvierte die Nationaluniversität für Körperkultur und Sport mit dem Abschluss Sport- und Schachtrainer. Er ist verheiratet und hat einen Sohn und eine Tochter.

## Erfolge
Die ukrainische Jugendmeisterschaft gewann er in den Kategorien U12, U14 und U16. 1989 wurde er in Leningrad sowjetischer U12-Meister. 1997 konnte er in Aluschta die ukrainische Einzelmeisterschaft gewinnen. 1998, ebenfalls in Aluschta, wurde er nach Buchholz-Wertung punktgleich Zweiter. Mit der ukrainischen Nationalmannschaft nahm er an den Schacholympiaden 2000 und 2002 teil, wobei er 2000 in Istanbul mit der Mannschaft den dritten Platz erreichte. Er spielte für die Ukraine auch bei den Mannschaftseuropameisterschaften 2001 und 2003, sowie bei der Mannschaftsweltmeisterschaft 2001 in Jerewan, welche die Ukraine gewann. 2005 gewann er die offene niederländische Blitzmeisterschaft und die offene belgische Schnellschachmeisterschaft.
Sein erster Schachverein war Lokomotive Kiew. Vereinsschach spielte er in der Ukraine später für Danko Donbass Donezk, mit denen er 1999 und 2001 ukrainischer Mannschaftsmeister wurde, dann für Keystone Kiew, das seit 2008 unter dem Namen PVK Kiew Chess spielt, mit denen er 2007, 2008 und 2009 ebenfalls ukrainischer Mannschaftsmeister wurde. Beim European Club Cup 2008 in Kallithea (Chalkidiki), bei dem er auch Kapitän der Mannschaft war, gewann er alle seine Partien. PVK Kiew erreichte den dritten Platz. In Russland spielte er eine Saison für Ladja Kasan-1000, der damals besten russischen Mannschaft, mit denen er 2002 in Jekaterinburg die russische Mannschaftsmeisterschaft gewinnen konnte, danach für den Zweitligisten Perspektiva Lipezk. Er spielte auch in der französischen (zuerst für Philidor Mülhausen, später für Marseille Duchamps, seit 2014 für Cercle d’Echecs de Strasbourg), belgischen (für CREB), jugoslawischen (für Schachmatik Belgrad), österreichischen (für die SG Holz Dohr Semriach), rumänischen (für Medecina Timişoara), spanischen (für Jaime Casas Monzón), isländischen (Meister 2011 mit Taflfélags Bolungarvíkur), polnischen (für KU AZS UMCS Lublin) und ungarischen (für Pénzügyőr Sport Egyesület und den MTK Budapest) Mannschaftsmeisterschaft. In Deutschland spielte er in den Saisons 1997/98 und 1998/99 in der deutschen Schachbundesliga für den SK Zähringen 1921, von 1999 bis 2001 für den USC Magdeburg. In der Saison 2005/06 spielte er für den PSC Hannover in der Oberliga Nord, ab der Saison 2006/07 für den TSV Bindlach-Aktionär in der Schachbundesliga, von der Saison 2008/09 bis 2015/16 für die SG Porz in der 2. Liga West. Von 2016 bis 2021 spielte er für den Godesberger SK in der 2. Bundesliga Süd und seit 2021 für den SC Siegburg in der Oberliga NRW. Mit der SG Porz wurde er 2010 in Bindlach deutscher Mannschaftsmeister im Blitzschach.
1995 erhielt er den Titel Internationaler Meister, 1998 den Titel Schachgroßmeister. Die drei Normen für den Großmeister-Titel erzielte er in seiner ersten Schachbundesligasaison 1997/98, beim 15. Berliner Sommer 1997 sowie beim Turnier in Cappelle-la-Grande 1998.